# Beskid Mały
Beskid Mały este o arie protejată (sit de importanță comunitară — SCI) din Polonia întinsă pe o suprafață de 7.186,16 ha, integral pe uscat.

## Localizare
Centrul sitului Beskid Mały este situat la coordonatele 49°45′50″N 19°24′01″E / 49.764°N 19.4004°E.

## Înființare
Situl Beskid Mały a fost declarat sit de importanță comunitară în martie 2007 pentru a proteja 2 specii de plante și 10 specii de animale.

## Biodiversitate
Situată în ecoregiunile alpină și continentală, aria protejată conține 16 habitate naturale: Formațiuni ierboase bogate în specii de Nardus, dezvoltate pe substraturi silicioase în zone montane (și în zone submontane, în Europa continentală), Liziere de ierburi înalte hidrofile de câmpie și de nivel montan până la alpin, Fânețe de joasă altitudine (Alopecurus pratensis, Sanguisorba officinalis), Fânețe montane, Turbării active, Mlaștini turboase de tranziție și turbării mișcătoare, Mlaștini alcaline, Pante stâncoase silicioase cu vegetație casmofită, Peșteri inaccesibile publicului, Păduri de fag Luzulo-Fagetum, Păduri de fag Asperulo-Fagetum, Păduri de stejar și carpen Galio-Carpinetum, Păduri pe pante, grohotișuri și ravene de Tilio-Acerion, Mlaștini împădurite, Păduri aluvionare cu Alnus glutinosa și Fraxinus excelsior (Alno-Padion, Alnion incanae, Salicion albae), Păduri acidofile de Picea de la nivel montan la nivel alpin (Vaccinio-Piceetea).
La baza desemnării sitului se află mai multe specii protejate:
- plante (2): Buxbaumia viridis, mușchi (Dicranum viride)
- amfibieni (2): izvoraș-cu-burta-galbenă (Bombina variegata), Triturus montandoni
- mamifere (8): lupul (Canis lupus), vidră de râu (Lutra lutra), râs eurasiatic (Lynx lynx), liliac cu urechi mari (Myotis bechsteinii), liliac cărămiziu (Myotis emarginatus), liliac comun (Myotis myotis), liliacul mic cu potcoavă (Rhinolophus hipposideros), urs brun (Ursus arctos)